# Furkan Yigit
Furkan Yigit (* 7. Juli 1995 in Linz) ist ein österreichischer Fußballspieler türkischer Abstammung.

## Karriere
Yigit begann seine Karriere beim SK Asten, bei dem er in der Saison 2010/11 auch erstmals in der Kampfmannschaft spielte. Nach dem Abstieg in die sechstklassige Bezirksliga Ost kam er in dieser in den Spielzeiten 2011/12 und 2012/13 zu einer Reihe weiterer Einsätze in der Herrenmannschaft der Oberösterreicher. Im November 2013 wechselte Yigit in die Türkei zu İstanbulspor, wo er im Nachwuchs aktiv war und von dort 2014 weiter zu Kaynarcaspor, wo er Teil der Kampfmannschaft war.
Im Sommer 2015 kehrte er nach Österreich zurück, wo er sich in der Zweitmannschaft des FC Blau-Weiß Linz anschloss. Im April 2016 debütierte er schließlich für die erste Mannschaft der Linzer in der Regionalliga, als er am 20. Spieltag der Saison 2015/16 gegen die Amateure des SK Sturm Graz in der 72. Minute für Siniša Marković eingewechselt wurde. Mit den Linzern konnte er zu Saisonende als Meister der Regionalliga Mitte in den Profifußball aufsteigen. In der zweiten Mannschaft hatte er es in 22 Ligaspielen auf 15 Treffer gebracht und stieg mit dem Team trotz Rückreihung in der Endtabelle in die Sechstklassigkeit auf. In der mannschaftsinternen Torschützenliste belegte er in dieser Spielzeit den ersten Platz.
Im Mai 2017 gab er schließlich sein Debüt in der zweiten Liga, als er am 36. Spieltag der Saison 2016/17 gegen den FC Liefering in der Nachspielzeit für Tobias Pellegrini ins Spiel gebracht wurde. Hauptsächlich war er in dieser Saison jedoch erneut für die zweite Mannschaft aktiv, in der er auf eine Bilanz von 19 Toren aus 25 Ligaspielen kam und damit abermals mannschaftsinterner Torschützenkönig wurde. Mit zwei Punkten Rückstand auf die Union Lembach reichte es knapp nicht für einen neuerlichen Aufstieg des FC Blau-Weiß Linz II.
Zur Saison 2017/18 wechselte Yigit zum viertklassigen ASKÖ Donau Linz, für den er nur selten über Kurzeinsätze hinaus zum Einsatz kam. Bis zur Winterpause hatte er es auf 13 für ihn persönlich torlose Meisterschaftseinsätze gebracht und war zudem in einer Begegnung der zweiten Mannschaft in der Achtklassigkeit eingesetzt worden. Noch im selben Winter wechselte er in die siebente Liga zu seinem ehemaligen Ausbildungsverein SK Asten und schaffte mit dem Klub noch im gleichen Jahr den Aufstieg in die Bezirksliga Ost. Als Stammspieler verbracht er auf die darauffolgende Spielzeit, in der er mit dem Klub nur knapp den Klassenerhalt schaffte. Danach wechselte der gebürtige Linzer abermals eine Spielklasse tiefer zum SV Steyregg in die 1. Klasse Mitte und war dort bis zum COVID-19-bedingten Abbruch des Spielbetriebes Stammspieler und hielt dem Verein auch nach der Wiederaufnahme des Spielbetriebes im Spätsommer 2020 die Treue. In der Saison 2020/21 brachte er es auf Einsätze in den ersten zehn Meisterschaftsspielen, in denen er auch vier Tore beisteuerte, ehe der Spielbetrieb im Amateurfußball erneut eingestellt wurde.
2021/22 konnte er wieder seine erste volle Saison durchspielen und brachte es auf 25 von 26 möglich gewesenen Ligaspiele und wurde mit 17 Treffern abermals mannschaftsinterner Torschützenkönig. Sportlich gesehen verlief es für die Steyregger jedoch weniger erfolgreich; ein zwölfter Platz im Endklassement bedeutete die Teilnahme an einer Relegation. In dieser konnte sich der SV Steyregg mit einem Gesamtergebnis von 6:1 klar gegen die Union Edelweiß Linz durchsetzen; Yigit erzielte beim 2:0-Erfolg im Hinspiel beide Treffer. Er selbst wechselte jedoch nach dem Klassenerhalt im Sommer 2022 eine Spielklasse höher zur Union Ried/Riedmark in die Bezirksliga Ost und kam für diese bis dato (Stand: Dezember 2022) in 13 Meisterschaftsspielen sechs Mal zum Torerfolg.

## Erfolge
mit dem FC Blau-Weiß Linz II
- Aufstieg in die Bezirksliga Nord trotz Rückreihung in der Endtabelle: 2015/16
- Vizemeister der Bezirksliga Nord: 2016/17

mit dem FC Blau-Weiß Linz
- Meister der Regionalliga Mitte: 2015/16

mit dem SK Asten
- Meister der 1. Klasse Mitte: 2017/18